# 暖武里府
暖武里府（皇家轉寫：Changwat Nonthaburi，發音：[t͡ɕāŋ.wàt nōn.tʰáʔ.bū.rīː]）是泰國中部之一個府。

## 歷史

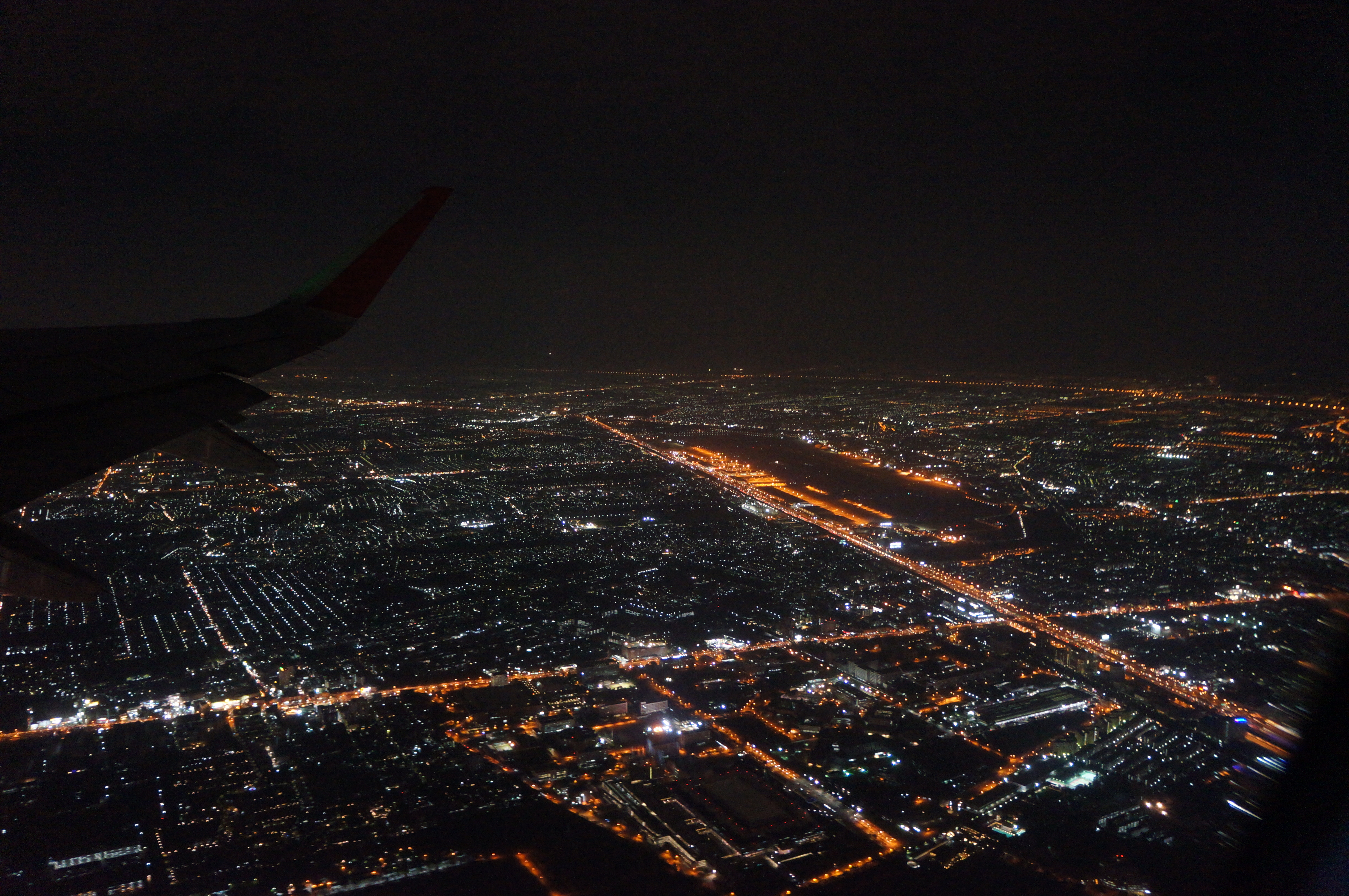
廊曼夜景

以前稱為「曼達拉昆村」，於1549年的大城時代被昇格並更名為「武里城」。在1636年，挖掘長達5公里的城壕；在1665年，建立城堡；1928年遷城府至目前府署處。於1943年，曾隸屬於曼谷，直至1946年，才重被昇為府治。

## 地理
- 暖武里府的面積約為622.3平方公里，距首都曼谷只有約20公里。其疆域北瀕巴吞他尼府和大城府；南鄰曼谷；東毗巴吞他尼府和曼谷；西靠佛統府。
- 暖武里府為沿海低窪地帶，沒有山脈、亦沒有森林，雨水特多，眾多港汊縱橫交錯，全世界最貴榴槤在此府產地。[1]且自古以來即出產著名陶瓷制品。

## 行政
- 暖武里府行政區共分為6個縣（Amphoe）；再分成52个區（Tambon）；再細分成309个村（Muban）。

| \| # \| 中文名 \| 泰文名 \| 英文名 \| \| - \| ---------------------- \| --------- \| ----------------- \| \| 1 \| 暖武里府治县（英语：Amphoe Mueang Nonthaburi） \| เมืองนนทบุรี \| Mueang Nonthaburi \| \| 2 \| 邦格雷县（英语：Amphoe Bang Kruai） \| บางกรวย \| Bang Kruai \| \| 3 \| 邦艾县（英语：Amphoe Bang Yai） \| บางใหญ่ \| Bang Yai \| \| 4 \| 邦博通县（英语：Amphoe Bang Bua Thong） \| บางบัวทอง \| Bang Bua Thong \| \| 5 \| 赛诺县（英语：Amphoe Sai Noi） \| ไทรน้อย \| Sai Noi \| \| 6 \| 巴革县 \| ปากเกร็ด \| Pak Kret \| |              |           |                   |
| # | 中文名       | 泰文名    | 英文名            |
| 1 | 暖武里府治县 | เมืองนนทบุรี | Mueang Nonthaburi |
| 2 | 邦格雷县     | บางกรวย   | Bang Kruai        |
| 3 | 邦艾县       | บางใหญ่    | Bang Yai          |
| 4 | 邦博通县     | บางบัวทอง  | Bang Bua Thong    |
| 5 | 赛诺县       | ไทรน้อย    | Sai Noi           |
| 6 | 巴革县       | ปากเกร็ด   | Pak Kret          |

## 名勝古蹟
- 哇巴剎寺：位於挽通縣，寺廟建築工藝精緻，為大城時代的風格，在佛堂拱門及牆壁上均有精美的浮雕，為考古學系的學生們喜歡前往研究觀摩的地方。
- 哇故寺（Wat Ku）：位於北革縣，是吞武里王朝時代鄭王率領族難民遷移至此地時所建， 為孟族建築藝術風格。
- 哇查能拍吉寺：位於暖武里直轄縣，是拉瑪三世將大城時代所建的城堡， 改為敕封佛寺，而將福祿呈奉予皇太后。寺廟的門、窗、牆壁均有精美的浮雕。
- 哇沖甫威寺：位於暖武里直轄縣，寺裡有孟族建築工藝風格的舍利塔，佛殿裡繪有美麗壁畫。
- 哇春巴坦冷實立寺：位於北革縣，是當代泰國著名的宣揚佛教教義的場所。
- 哇克瑪披達喃寺：位於暖武里直轄縣，建於大城時代，在拉瑪二世至拉瑪四世時代，曾修葺一新。
- 挽巴功河上風景：挽巴功河全長約230公里，遊客可在市區乘船溯流而上，觀賞兩岸風光，終點站是「挽巧寺」，寺內有一株大樹，棲居著密密麻麻的大蝙蝠， 蔚為奇觀。
- 人類學博物館（The Museum of Anthropology）：位於暖武里直轄縣的舊府署旁，建於1961年，為泰國首家人類學博物館，展示很多文物古董。
- 哇孟寺（Wat Ku）：位於北革縣，為孟族建築藝術風格，內供奉一尊大理石臥佛像，並有美麗的壁畫和浮雕。
- 孟族古瓷村：位於北革縣，為孟族人聚居地，仍保留其獨特的文化風俗習慣，其重要謀生職業為出產各種各樣的陶瓷制品，古色古香，遊客可參觀選購。
- 順丹奈園：位於北革縣的昭拍耶河畔，為一種滿鮮花樹木的美麗花園，園裡備有泰式及孟族式建築物。
- 順提園：位於北革縣市場附近，它是一植物園，風景十分秀麗。
- 皇太后公園（Srinagarindra's Park）：位於北革縣，為一植物園，專供研究各種草藥的植物學性能。

### 書籍
- 《暢遊泰國七十六府》，林娟主編，「大同社出版有限公司」出版（泰國曼谷石龍軍路690號），2000年5月，ISBN：974-89682-8-6